# Felix Ruckert
Felix Ruckert (* 1959 in Mespelbrunn) ist ein deutscher Tänzer, Choreograf, Konzeptor und Autor. Mit von interaktiven Konzepten geprägten Stücken wie HAUTNAH, RING, DELUXE JOY PILOT und SECRET SERVICE wurde er international bekannt. Es sind Arbeiten, die sich durch Radikalität des Stils, Originalität des Inhalts und unkonventioneller Interpretation des Zuschauer-Darsteller-Verhältnisses auszeichnen. Oft gibt er dem Zuschauer eine aktive Rolle in der Aufführung und konfrontiert ihn mit intensiven Emotionen. Für diese interaktiven Choreografien erfindet er spezielle Techniken zur physischen Kommunikation und Wahrnehmung und entwickelt diese zu einer Kunst der Berührung. Ein weiterer Schwerpunkt seiner Arbeit ist die Entwicklung von Improvisationsstrukturen und Kompositionstechniken, „Tools“ genannt.
Zurzeit lebt er in Berlin und ist künstlerischer Leiter der Compagnie Felix Ruckert Berlin e. V. sowie seit Oktober 2020 des IKSK – Institut für Körperforschung und sexuelle Kultur. Er war Gründer und Kurator der schwelle7, eines experimentellen Raumes für Tanz und BDSM und Initiator des jährlichen Festivals xplore, einer dreitägigen Veranstaltung zu Kreativer Sexualität, BDSM, Performance und Ritual.

## Biografie
Felix Ruckert studierte Tanz an der Folkwang-Musikhochschule in Essen sowie in Paris und New York. Zu seinen wichtigsten Lehrern zählten Malou Airaudo, Hans Züllig, Jean Cébron, Barbara Mahler, Maggy Black, Alberto Corvino und Peter Goss.
Schon während seiner Ausbildung begann er eigene Choreografien zu entwickeln. Erste öffentliche Aufmerksamkeit erlangte er durch Auszeichnungen bei Choreografischen Wettbewerben in Cagliari (1987) und Hannover (1989). Cut, uraufgeführt in Paris (1992), verursachte einen ersten Skandal: Schon hier wurde Sexualität explizit thematisiert und das Publikum aufgefordert in den Verlauf der Vorstellung einzugreifen.
Gleichzeitig arbeitete er immer auch als Interpret für andere Choreografen. Er war an den ersten drei Produktionen von Neuer Tanz, Düsseldorf – Wanda Golonka damals noch gemeinsam mit VA Wölfl – beteiligt: Die Böse Minute, Die Schiefe (beide 1987) und Leitz (1988). Er verbrachte drei Jahre in Frankreich, wo er mit den unterschiedlichsten Vertretern der Jeune Danse Francaise arbeitete, darunter Jean Francois Duroure (1990), Mathilde Monnier (1991), Charles Cré-Ange und Sidonie Rochon. Schließlich wurde er von Pina Bausch in ihr Wuppertaler Tanztheater geholt, wo er einen Großteil des Repertoires, darunter Le Sacre du Printemps, Viktor, Kontakthof, Blaubart und Palermo, Palermo tanzte, sowie an der Entstehung von Das Stück mit dem Schiff (1992) und Trauerspiel (1993) mitwirkte.
1994 verließ er die Wuppertaler Truppe, um seine eigene Kompanie in Berlin zu gründen. Seitdem tourt er international mit seinen eigenen Projekten, die von interaktiven Erfahrungen mit dem Publikum über Installationen bis hin zu rein choreographischen Recherchen reichen. Als Gastchoreograf arbeitete er für das Ballet du Rhin, Mülhausen/Elsass, für das Nationalballett Vietnam und für das Star Dancer Ballet, Tokyo. Sein Improvisationsprojekt Die Küche (1993–1995), ein mehrstündiges Massenritual mit bis zu dreißig Tänzern und Musikern inszenierte er jeweils mit lokalen Künstlern in zwölf verschiedenen Städten Europas. 1995 kreierte er auf Einladung des DOCK 11, Berlin die erste Version von Hautnah, einer Sammlung von Solo-Performances für Solo-Zuschauer. Ein Konzept, welches ihn keineswegs schlagartig bekannt machte – wie immer wieder zu lesen ist –, sondern wegen seines ungewöhnlichen und verstörenden Charakters Jahre brauchte, um sich durchzusetzen. Erst 1998 wurde das Stück in seiner dritten Fassung bei der Tanzplattform Deutschland in München gezeigt. 1999 schließlich wurde es von der New York Times unter die zehn wichtigsten Aufführungen des Jahres gewählt. Hautnah absolvierte 243 Vorstellungen weltweit.
Die folgenden Produktionen Krapplack (1997), Schwartz und Eden-Projekt (1998), Ring und Choreografisches Projekt (1999), Stillen, City Sleepers, BlindDates (2000) Deluxe Joy Pilot (2000) Secret Service (2002), Love Zoo (2004), United Kingdom (2006) überraschten Kritiker wie Freunde der Arbeit immer wieder durch radikale Neuanfänge und experimentelle szenische Formen. Oft gibt Ruckert dem Zuschauer eine aktive Rolle in der Aufführung und konfrontiert ihn mit intensiven Emotionen. Dazwischen liegen Phasen der reinen Bewegungsrecherche und der Arbeit an Improvisationsstrukturen. Mush Room (2003) Tools (2002), Venus in Hanoi (2004) und tokyo-tools (2005) sind Beispiele solcher Arbeiten.
Allen Arbeiten gemeinsam ist die Hinterfragung der Rezeption von Life Performance. Von 1998 bis 2006 erhielt die Compagnie Felix Ruckert Förderung durch den Berliner Senat und arbeitete zumeist am Dock11. Sie wurde vom Goethe-Institut bei ihren zahlreichen internationalen Tourneen unterstützt. Auf Einladung auswärtiger Institutionen und Compagnien choreografierte Felix Ruckert aber auch Stücke in Antwerpen, Brüssel, Paris, Prag, Lausanne, Montréal, Mülhausen, Salvador da Bahia, Toulouse sowie in Kyōto, Tokio, Japan und Hanoi, Vietnam.
Im Juli 2004 konzipierte und kuratierte Felix die erste Ausgabe des xplore Festivals, das im Dock 11 in Berlin stattfand. Seitdem versammelt das Festival jedes Jahr im Juli eine große Anzahl internationaler Dozenten und einige hundert Künstler, BDSM-Freaks, Tantriker und andere Freigeister, die zu Workshops, Vorträgen, Performances und Gesprächen an der Schnittstelle zwischen Kunst und kreativer Sexualität zusammenkommen. Mit xplore schuf Felix Ruckert das erste einer Reihe partizipativer Formate, die er als „Soziale Choreographien“ oder „Magische Felder“ bezeichnet, diese fördern eine Ars Erotica im Sinne von Michel Foucault. Ab 2011 wurden lokale Versionen von xplore in Sydney, Australien, in Paris, Barcelona, Wien, Kopenhagen und Rom organisiert. Im Jahr 2018 zog die Berliner Veranstaltung in die Malzfabrik in Berlin-Tempelhof um, wo sie derzeit jährlich rund 600 Teilnehmer versammelt. Weitere Ausgaben des Festivals gibt es zurzeit in Rom und Barcelona.
Im März 2007 eröffnete Felix Ruckert seinen eigenen Produktions- und Veranstaltungsort in Berlin: schwelle7, die der partizipatorischen Arbeit und experimentellen Körperpraktiken gewidmet war. Er arbeitete und lebte in Berlin bis Mai 2016. Neben dem Schwerpunkt Tanz und Körperkunst bot schwelle7 auch Workshops an die sich praktischen und technischen Aspekten des SM-Play widmeten und sich mit theoretischen, ästhetischen oder philosophischen Fragen im Zusammenhang mit BDSM beschäftigten. schwelle7 versuchte Verbindungen, Parallelen und Schnittstellen zwischen der Welt der Kunst und der Sexualität zu untersuchen. Teil dieser Forschung war die Konzeption, Kuratierung und Ausrichtung des ersten Touch&Play-Festivals im Mai 2010 in Zusammenarbeit mit Daniel Hayes. Zu den Dozenten und Künstlern, die in den neun Jahren schwelle7 präsentiert wurden, gehörten Peter Banki, Stephan Dreher, Katie Duck, Dossie Easton, Janet Hardy, Stéphane Fratti, Stanislav Grof, Matthias T.J. Grimme, Richard Hancock, Julyen Hamilton, Mo Herzinger, K.J. Holmes, Traci Kelly, Daniel Lepkoff, Barbara Mahler, Paula L. Rosengarthen, Pipaluk Supernova, Maggie Tapert, David Zambrano, um nur einige zu nennen. Zu den Kinbaku-Meistern (Japanische Seilbondage) die in schwelle7 lehrten und auftraten, gehörten u. a. Osada Steve, Arisue Go, Nawashi Kanna, Midori, Hajime Kinoko, Akira Naka und Ren Yagami. Auf der schwelle7 entwickelte Felix Ruckert die Idee von Kunst als „Celebration“ weiter. Er experimentierte mit Projekten an der Grenze zwischen Performance und Party, wie der monatlichen Vollmond-Spielparty The Aristocracy of Desire, der stillen Spielparty Ocean of Other, dem Play Fight Club, der Bowen Lounge, dem schwelle7 Orchester und der wöchentlichen Bondage Jam.
Im Jahr 2011 gründete er zusammen mit Sängerin Christine Borch und Bassist Andy Benz die Popband CHASTITY. Die Band veröffentlichte im März 2013 das Album STAINS&SPLATTER. 2019 veröffentlichte er ein zweites Album „I WANNA BE A HORSE“ als die Kunstfigur „Shylix“.
Im Jahr 2012 initiierte er erstmals das Festival EURIX - The European Rigger & Model Exchange - das sich der Entwicklung der Kunstform Kinbaku (japanische Seilbondage) in Europa widmet. Zweimal im Jahr präsentiert die Veranstaltung die innovativsten europäischen Seilkünstler und versammelt eine große Schar von Liebhabern für Praxis, Forschung, Performance und theoretischen Austausch. EURIX findet auf dem Holzmarkt in Berlin statt.
Seit 2019 organisiert er einmal im Monat das Wochenende KONK als „magisches Feld“, in der Neuen Spitzmühle, am Bötzsee bei Berlin.

## Choreografien
(*** für Compagnie FelixRuckert / Berlin)
- 1987: Arbeiten/Schlafen/Essen
- 1988: An/Aus
- 1989: Trash
- 1990: Freier Fall
- 1991: Fauves
- 1992: Cut
- 1993–1995: Die Küche
- 1995: Cibo
- 1995: Hautnah'Berlin'***
- 1995: Hafenlos***
- 1996: Hautnah 'Brussels'***
- 1996: Hautnah 'Berlin II'***
- 1996. Interferenze
- 1996. Hautnah 'Hamburg'***
- 1997: Krapplack***
- 1998: Schwartz***
- 1998: Eden Projekt***
- 1999: Ring
- 1999: Hautnah 'Montréal'***
- 1999: Chor. Projekt***
- 1999: Sbalit
- 2000: Stillen***
- 2000: Kalam
- 2000: City Sleepers, Station Scores, Blind Dates
- 2000: Jinnen
- 2000: deluxe joy pilot***
- 2001: tXt***
- 2002: Secret Service***
- 2002: Hotel Leipzig***
- 2002: Love University
- 2002: Gender Observation***
- 2002: The Interviews***
- 2003: Tools (and Tricks for Survival in Outer Space) / commission for Ballet de l’Opera du Rhin, Mulhouse
- 2003: MushRoom***
- 2004: Love Zoo***
- 2004: Venus in Hanoi or The Art of Getting Lost / commissioned by National Ballet of Vietnam, Hanoi
- 2005: Messiah Game***
- 2005: Schmerz Konstruktion Schmerz
- 2005: tokyo-tools: multiple choices and glorious routine / commissioned by Star Dancer Ballet, Tokyo
- 2005: Placebo Treatment***
- 2006: United Kingdom***
- 2006: Water Music***
- 2007: Betwixt and Between***
- 2007: On Pain and Presence / production for schwelle7 Berlin
- 2008: Die Farm*** / production for schwelle7 Berlin / Performance at xplore Festival
- 2008: Engenho / commissioned by Ballet de Teatro Castro Alves, Salvador da Bahia (Brazil)
- 2009: Spaces for Stories***
- 2010: Lust und Lügen
- 2010: Die Heilige und die Hure (Solo, Choreographie: David Bloom, Tanz: Felix Ruckert)
- 2011: Dryade - A dark fairy / production for schwelle7 Berlin
- 2012: Zero Gravity Zone / Kunsthaus Rhenania Köln
- 2012: I am not Your Mother / Performance at xplore Festival
- 2013: I am Your Mother / Performance at xplore Festival
- 2016–2018: several rope bondage performances
- 2018: Creating Sexpositive Spaces - The Living Room Tour
- 2019: Kidnapping / Mass Marriage / two performances at xplore Festival
- 2019: Fremd ist dein Kleid / commissioned by eX...it Festival, Schloss Bröllin